# Silluvia gogona
Silluvia gogona är en skalbaggsart som beskrevs av Zdzisława Stebnicka 1977. Silluvia gogona ingår i släktet Silluvia och familjen Aegialiidae. Inga underarter finns listade i Catalogue of Life.